# ورزشگاه استان چایافوم
ورزشگاه استان چایافوم (به لاتین: Chaiyaphum Province Stadium) یک ورزشگاه در تایلند است که در استان چایاپوم واقع شده‌است.